# Интернационални бригади
Интернационалните бригади (на испански: Brigadas Internacionales), известни още като интербригади, са военни отряди от чуждестранни доброволци по време на Гражданската война в Испания през 1936 – 1939 г.
Сражават се на страната на Испанската република срещу Бунтовническата фракция на националистите, водени от Франсиско Франко и подкрепяни от германски и италиански въоръжени сили.
В тях участват около 25 000 души от 54 страни. Мнозинството интербригадисти са привърженици на левицата, включително анархисти, но има и представители на други политически убеждения. СССР подпомага създаването на бригадите с оръжие и организационна подкрепа.
В състава на интербригадите са организирани 2 български интернационални батальона – Батальон „Георги Димитров“ и Батальон „Васил Коларов“. Личният им състав наброява общо над 400 души. От тях в боевете загиват над 100 и са ранени около 200 българи. Над 100 българи заемат ръководни постове в армията, управлението и стопанството на Републиката.
Сред известните интербригадисти са както дейци на световната левица като Палмиро Толяти, Мате Залка, така и интелектуалци като Ърнест Хемингуей и Джордж Оруел.

## История
Решение за сформиране на интернационалните бригади е взето от Коминтерна на 18 септември 1936. Първата група от доброволци пристига в базисните лагери в испанския град Албасете на 13 октомври. Испанското правителство официално обявява бригадите за принадлежащи на въоръжените си сили на 22 октомври 1936 година.
Първоначално прекият контрол и ръководство на бригадите се възлага на французина Андре Марти.
На 1 ноември 1936 Андре Марти съобщава в ръководството на Коминтерна в Москва, че в Албасете са събрани 3000 чуждестранни доброволци, от които 2000 вече са записани в 4 батальона. Из неговия доклад:
„Повечето от доброволците са от Италия, Германия, Франция, Балканите и Полша. 80% – комунисти и социалисти. Една трета нямат военно обучение. Броят на командването на персонала е малък, с недостатъчно военен опит. Нуждая се от 20 батальонни командири, които да говорят френски език.“
(РГВА, ф. 33987, оп. 3, д. 832, л. 309)
Първо се сформира 11 бригада, състояща се от 3 батальона (немски, френски и полски). За командир на тази бригада е назначен Манфред Щерн (роден в Австро-Унгария). Командир на следващата сформирана, 12 бригада, състояща се от 3 батальона (италиански, френски и немски), е Мате Залка, роден в Австро-Унгария.
Тези 2 бригади участват в битката за Мадрид при Каса де Кампо в средата на ноември 1936 година и след три седмици сражения числеността им намалява наполовина. Първите групи имат само начална военна подготовка.

### Състав
Съхранени са 7 бригади. Към август 1937 г. положението е следното, по доклад на дивизионен командир Кирил Мерецков и маршал Климент Ворошилов):
„11-а интернационална бригада, немско-австрийска, 3 батальона. В състава си бригадата е лишена от 8 – 10% от чуждестранните си доброволци (някъде около 200 души), а останалите са испанци. В действителност съставът на бригадата не е международен.
12-а интернационална бригада, италианска, 3 батальона. Съставът на италианци е някъде около 200 души, а останала част са испанци. Командирът на тази бригада, италианецът Пачарди има много песимистични възгледи.
13-а интернационална бригада „Домбровски“ е полска, с 4 батальона. В първия батальон има 200 поляци. Във втория, френско-белгийски батальон – 100 французи. В третия „Ракоши“ – 100 души от Балканския полуостров. В четвъртия, новосформиран батальон – 120 поляци.
14-а интернационална бригада, френско-испанска се състои само от 1100 души.
15-а интернационална бригада е със смесен състав и 5 батальона. Първи – английски, втори – американски, трети – френско-белгийски, четвърти – батальон „Георги Димитров“ – славянски и пети – испански. През юли бригадата понесе много големи загуби, които все още не са възстановени. Друг отделен батальон „Джуракович“, югославски, съставен от 100 души, придаден към 45-а дивизия. Друг отделен новосъздаден американски батальон, съставен от 325 души, придаден към 15-а дивизия.“
16-а интернационална бригада, също със смесен състав и 4 малобройни батальона. В първи батальон „Чапаев“, 90 интернационалисти от Централна Европа и 300 испански наборници. Във втория – 40 французи. В трети и четвърти само испанци.
(РГВА, ф. 33987, оп. 3, д. 1033, л. 95 – 101)

### Формиране
Коминтернът контролира и организира Интернационалните бригади.
На 18 септември в Париж е учредено бюро за набиране на войници, под надзора на полския генерал Валтер (Карол Сверчевски). Съветското Министерство на отбраната помага материално, докато Френската комунистическа партия снабдява бригадите с униформи.
Югославският комунистически деец Йосип Тито отговаря за подпомагането на доброволците от Източна Европа.
Като цяло организацията остава несигурна. Нито един от бригадирите не е подписал договор, а продължителността на техния ангажимент не е определена никъде.
Някои от доброволците са изпратени от Франция до Испания с влак или кораб, докато други трябва да намерят собствени средства и сили да преминат границата. Впоследствие организацията се подобрява. Бригадирите отиват в Албасете, намиращо се в област Кастилия – Ла Манча, което бързо се превръща в седалище на централата на Международните бригади. Те получават подкрепа от организационния комитет на Органична дивизия Албасете, основана на 23 октомври от испанския политик синдикалист Ларго Кабалеро.
Всички ръководители са от Коминтерна. Разположени са в авиобазата Лос Ланос. За командир е назначен Андре Мартин, Луиджи Лонго – Гало е главен инспектор, а Джузепе ди Виторио, по прякор Николети, е главният политически комисар.
Членовете на бригадата са разпределени в няколко лагера, разпръснати в селата Ла Рода, Теразона де ла Манча, Вилянуева де ла Хара и Мадригерас. Въведена е екстремна дисциплина – членовете на бригадата преминават военно обучение. В продължение на седмици остават напълно изолирани.
За италианците, германците и други европейски бригадири идващи от страни, контролирани от репресивно правителства, битката в Испания е първа стъпка към възстановяването на демокрацията и насърчаването на революционното дело в собствените им страни.

## Участие във войната

### Из доклада на П. Толяти (Алфредо) от 29 август 1937 г.
„Ситуацията на международните бригади не е добра... Войната продължи повече от очакваното. Много от доброволците дойдоха тук за няколко месеца и сега се притесняват за съдбата си, за семействата си и техните близки. Тези настроения са особено разпространени сред доброволците от страни като Франция, САЩ и др.); от тях може да чуете следното: „Трябва ли да остана тук, всички ще бъдем убити или тежко ранени (информация от Гало от 12-а бригада). Това се говори не само от деморализирани хора, а навсякъде във всички бригади. Представителят на Комунистическата партия на САЩ предяви искане пред представителя и секретаря на Комунистическата партия на Испания всички американци, прекарали повече от 6 месеца в Испания, да се върнат в САЩ. Основно проблеми започват в италианската бригада. Командирът на бригадата (Пачиарди) в края на операцията „Брунете“ открито повдигна въпроса за разпускането на тази бригада. Той аргументира предложението си по следния начин: ”загубите ни с всеки изминал ден поставят все повече и повече трудности при назначаването на нови италианци, а испанските попълнения няма да поправят нещата”.
(РГВА, ф. 33987, оп. 3, д. 961, л. 24 – 33)

### Из доклада на маршал Ворошилов от 26 юли 1938 г.
„Тежката юлска битка през 1937 година, в която участваха почти всички международни части, отслаби морала на войската. Това, съчетано със систематични действия на петата колона, доведе от края на юли до началото на август до много деморализирани хора, напускащи частите си. Съществува заплаха от международно разпадане. На 1 август от командир за полковник е назначен Белов. Като спешна мярка е организиран концентрационен лагер. Чрез него от август до октомври броят се е увеличил до 4000 души. С интензивна политическа и военна дейност успяхме да възстановим до 80 % от добрите антифашистки борци“ (РГВА, ф. 33987, оп. 3, д. 1149, л. 260 – 269).
Общият брой на доброволците, пристигнали в Испания, за да се включат в интернационалните бригади, е около 31 000 души. От тях 6000 (19 %) са екзекутирани или напускат своята бригада и най-малко 5000 (15 %) са убити.

### Други доброволци
Към международните бригади се присъединяват и други чуждестранни доброволци, които се сражават на страната на Републиката. В испанското анархистко опълчение в края на 1936 г. има около две хиляди чужденци, сред тях около 500 италианци, 250 французи и 230 германци.
Опълчението на ПОУМ – Работническа партия за марксистко обединение (често се споменава като троцкистка група) се състои от около 9 – 10 хиляди души (в края на 1936), участие вземат около 700 чуждестранни доброволци от 25 страни. Почти половината от тях са германци, има също и голям брой французи и италианци. Сред 30-те души, изпратени от британската страна, е Джордж Оруел.
Във войната участват военни съветници, специалисти от съветската Червената армия, включително командири (от полковници, до лейтенанти), танкови екипажи, пилоти, моряци, артилеристи, политически работници, служители по сигурността и др., както и цивилен персонал, състоящ се от преводачи и лекари. Общо участниците са от 3 до 4 хиляди, от които 189 души загиват. Тези съветници и специалисти от СССР не са включени в международните бригади.

### Национален състав
| Страна              | Брой | Убити или изчезнали | Загуби сред гражданите на тези държави |
| ------------------- | ---- | ------------------- | -------------------------------------- |
| Франция             | 8778 | 942                 | 10,7%                                  |
| Унгария             | 510  | 56                  | 11%                                    |
| Италия              | 2908 | 526                 | 18,1%                                  |
| Канада              | 510  | 71                  | 14%                                    |
| Германия            | 2180 | 308                 | 14,1%                                  |
| Полша               | 3034 | 466                 | 15,4%                                  |
| Швейцария           | 406  | 78                  | 19%                                    |
| САЩ                 | 2274 | 276                 | 12,1%                                  |
| Холандия            | 586  | 42                  | 7%                                     |
| Великобритания      | 1806 | 124                 | 6,9%                                   |
| Белгия              | 1701 | 185                 | 10,9%                                  |
| Чехия               | 1046 | 133                 | 13%                                    |
| Австрия             | 846  | 138                 | 16%                                    |
| Балтийски страни    | 862  | 179                 | 21%                                    |
| Скандинавски страни | 662  | 91                  | 14%                                    |

Пропорционално на населението си Канада има повече доброволци в Международните бригади, с изключение на Франция, която граничи с Испания. Норман Бетюн, канадски хирург, създава мобилно операционно звено за преливане на кръв, после се присъединява към 8-ма армия на Мао Цзедун през март.

### Основни бойни операции
- 1. Битка при Мадрид
- 2. Караул на пътя Мадрид – Валенсия
- 3. Битка при Харам
- 4. Битка при Белчите
- 5. Битка при Ебро
- 6. Битка при Гуадалахара

В началото на 1937 г. Интернационалните бригади възпрепятстват обсадата на Мадрид от националистическите войски, понасяйки огромни поражения. Особено в битката при Харама през февруари, където те държат контрола на магистралата Мадрид – Валенсия.
През март бригадите взимат участие и в битката при Гуадалахара.
Те играят съществена роля в последвалата офанзива при Белчите и Теруел. В крайната отбранителна фаза от войната, Бригадите изиграват съществена роля със стратегически атаки срещу републиканците при Ебро, в опита за възстановяване на контакта с Каталуния. Въпреки първоначалните им успехи, след тримесечна интензивна бомбардировка, републиканците трябва да се оттеглят.
Често решаваща роля в сраженията оказва опитът на някои от по-възрастните бригадири, взели участие в битките по време на Първата световна война (Испания остава неутрална в тази война).
Изправени срещу националистическите войски на Франсиско Франко, републиканците търпят поражение във войната.

## Край на бригадите

### Разпускане (1938)
След битката при река Ебро, ситуацията става все по-трудна за републиканците. Правителството на Хуан Негрин възприема като приоритет възстановяването на добрите отношения с Франция и Обединеното кралство, благодарение на които се надява да получи допълнителни средства, вдигане на оръжейното ембарго и връщането на чуждестранните доброволци, които подкрепят националистите. За това републиканското правителство се подчинява на решението на Лигата на нациите и на 21 септември 1938 г. разпуска интернационалните бригади.
На 23 септември членовете на бригадата отбелязват последния ден на битка. Те постепенно са групирани: на 27 октомври 1938 г., доброволците от Централната военна армия от Средиземноморието са събрани във Валенсия, докато тези от Каталуния се срещат в Барселона. Повечето участници се завръщат в родните си страни. Част от тях са от нацистка Германия, фашистка Италия или страни като Унгария, където на власт са авторитарни правителства. Те не могат да се завърнат у дома безопасно. Много от тях избират да останат в Испания – там получават испанско гражданство и са включени в подразделенията на испанската народна армия. Белгийците губят гражданството си, защото са участвали в армията на чужда държава.

### Във Франция
Членовете на бригадите, които остават в Испания след 1938 г., подобно на други републикански бойци, са отблъснати от националистическите войници. През 1939 г., след разгрома на Каталуния, голяма част от тях преминават границата и се връщат във Франция. След това споделят съдбата на 450 000 други испанци, избягали от репресиите на Франко, и са затворени в импровизирани лагери, създадени по брега на Средиземно море, най-вече в Аржел сюр мер, Сен Сиприян и Агд.
Все още затворени по време на избухването на Втората световна война, бившите доброволци имат различна съдба. Съгласно член 19 от примирието на 22 юни 1940 г., германските и австрийските затворници са оставени на нацистите. По-голямата част минават през лагера Дранси, преди да бъдат изпратени към Германия, особено в Дахау, където има блок, запазен за бившите интербригадисти.
Други, като евреина Кърт Голдстейн, са изпратени направо в концлагера Аушвиц.
Други членове на бригадите се присъединяват към френската съпротива: Артур Лондон, Пиер Жорж, Хенри Рол Тангуи, Марсел Ламант, Марсел Ланжер, също така Жозеф Епстейн.
Усилията на оцелелите французи от интернационалните бригади са признати през 1996 г. от Жак Ширак по искане на комунистически депутати, от които 3 синове на интербригадисти: Жозе Форт, Жан Клод Лефорт, Франсоа Асенси.

### В Испания
На 26 януари 1996 г., правителството на Социалистическата партия на Фелипе Гонсалес взема решение за възстановяване на правата на испанско гражданство на бившите интербригадисти. Това е потвърдено от социалистическото правителство на Сапатеро, който разширява правата им, като позволява те да запазят предишното си гражданство, ако желаят.

### В Швейцария
Около 170 швейцарски доброволци са били убити по време на войната. След завръщането си оцелелите са съдени затова, че са служили на чужда армия. Военният съд произнася 420 присъди, от две седмици до четири години затвор. Предложения за амнистия са били многократно отхвърляни, по закона от 1939 г., както и през 2002 г. През март 2009 г., Федералното събрание най-накрая приема законопроект за амнистия – много от членове на бригадата обаче остават живи.

### В САЩ
Бивши доброволци са обявени като „недоносени антифашисти“ от ФБР. На тези, които са служили в американската армия, е била отказвана всяка промоция. Много от тях са били засегнати от комисии в Конгреса по време на „лова на вещици“.

## Паметници на интербригадисти
- Барселона
- Берлин
- Канбера
- Стокхолм
- Кърколди (Шотландия)
- Лондон
- Рединг (Англия)
- Сан Франциско
- Сиатъл
- Виктория (Канада)
- Глазгоу